# Порпора, Никола
Нико́ла Анто́нио (Анто́ний) Джачи́нто (Иаки́нф) По́рпора (итал.  Nicola Antonio Giacinto Porpora, 17 августа 1686, Неаполь — 3 марта 1768, там же) — итальянский композитор и педагог, представитель неаполитанской оперной школы.

## Биография
Никола Порпора родился в Неаполе. Начал учиться музыке в возрасте десяти лет в неаполитанской консерватории dei Poveri di Gesu Cristo.
Первая его опера, «Агриппина» (Agrippina), была поставлена в Неаполе в 1708 году. Вторая опера, «Береника» («Berenice»), была с успехом поставлена в Риме в 1710 году. Порпора служил придворным капельмейстером у различных аристократов, в том числе у принца Гессен-Дармштадтского.
Преподавал в неаполитанской Conservatorio di S. Onofrio (1715—1721). Был выдающимся учителем вокала. Среди его учеников — знаменитые певцы и певицы Фаринелли, Каффарелли, Катарина Габриелли, Реджина Минготти, Антонио Уберти (прозванный «Порпорино»), а также композитор Иоганн Адольф Хассе, ставший затем одним из его главных и постоянных соперников в оперном жанре.
Многие его оперы ставились в Риме, Милане, Венеции, Вене, Лондоне и других городах Европы.
С 1725 года Порпора жил в Вене, затем в Дрездене. В 1729 году был приглашён в Лондон в качестве дирижёра оперного театра. Однако он не выдержал творческого соперничества с Г. Ф. Генделем и был вынужден вернуться в Италию.
С 1736 года Порпора жил в Венеции и Неаполе, с 1747 года в Дрездене, а с 1751 года в Вене, где Йозеф Гайдн брал у него уроки композиции. В 1758 году Порпора возвратился в Неаполь, став директором Conservatorio di S. Onofrio.
Последние годы его жизни были омрачены забвением и бедностью. Скончался и похоронен в Неаполе.

## Творчество
Большинство сочинений Порпоры принадлежит к вокальным жанрам. Среди его сочинений более 40 опер, 12 серенад, 4 пастиччо, 14 «священных опер» или ораторий, около 135 кантат, 40 церковных произведений для хора, 7 месс, 9 сольных мотетов, 12 антифонов в честь Девы Марии, а также ламентации и дуэты. Из произведений инструментальных жанров выделяются Виолончельный концерт соль мажор, Виолончельная соната фа мажор, 6 камерных симфоний (6 sinfonie da camera a 3, op. 2, 1736, Лондон), скрипичные сонаты, клавирные фуги и др.

## Сочинения

### Оперы
- Агриппина (Agrippina) (либр. N. Giuvo; Неаполь, 1708)
- Ариадна и Тезей (Arianna e Teseo) (либр. Pietro Pariati; Вена, 1714)
- Флавий Аниций Олибрий (Flavio Anicio Olibrio; Неаполь, 1711)
- Фарамунд (Faramondo; Неаполь, 1719)
- Эвмен (Eumene); (либр. Apostolo Zeno; (Рим, 1721)
- Аделаида (Adelaide) (Рим, 1723)
- Сифак (Siface) (либр. Метастазио: Милан, 1725)
- Покинутая Дидона (Didone abbandonata; Реджо-нель-Эмилия, 1725)
- Мерида из Селинунта (Meride e Selinunte; Венеция, 1727)
- Аэций (Ezio) (либр. Метастазио; Венеция, 1728)
- Гипсипила (Issipile; Рим, 1733)
- Узнанная Семирамида (Semiramide riconosciuta) (либр. Метастазио: Венеция, 1729, новая ред. Неаполь, 1739)
- Митридат (Mitridate) (либр. Filippo Vanstryp; (Рим, 1730)
- Тамерлан (Tamerlano; Турин, 1730)
- Александр в Индии (Alessandro nelle Indie; др.назв. Poro; Турин, 1731)
- Ганнибал (Annibale; Венеция, 1731)
- Германик в Германии (Germanico in Germania) (либр. N. Coluzzi; Рим, 1732)
- Ариадна на Наксосе (Arianna in Nasso) (либр. Paolo Antonio Rolli; Лондон 1733)
- Эней в Лации (Enea nel Lazio; либр. Rolli; Лондон, 1734)
- Полифем (Polifemo) (либр. Rolli; Лондон 1735)
- Луций Папирий (Lucio Papirio; Венеция, 1737)
- Карл Лысый (Carlo il Calvo) (либр. anonym; Рим, 1738)
- Триумф Камиллы (Il trionfo di Camilla) (либр. Silvio Stampiglia; 1-я ред. Неаполь 1740, 2-я ред. Неаполь 1760)
- Ифигения в Авлиде (Ifigenia in Aulide; Лондон, 1735)
- Статира (Statira) (либр. Francesco Silvani; Венеция, 1742)
- Филандр (Filandro) (либр. Vincenzo Cassani; Дрезден, 1747)

### Серенады
- Анжелика и Медор (Angelica e Medoro; Неаполь, 1720)
- Сады Гесперид (Gli orti Esperidi; Неаполь, 1721)
- Гименей (Imeneo; Неаполь, 1723; 2-я ред. под назв. «Гименей в Афинах» (Imeneo in Atene; Венеция, 1726)
- Празднества Гименея (Festa d’Imeneo; Лондон, 1736)
- Le nozze di Ercole ed Ebe (Неаполь, 1739)

### Dubia
- Фемистокл (Temistocle; Вена, 1718)
- Фердинанд (Ferdinando; 1734)
- Партенопа (Partenope; Неаполь, 1742)
- Rosmene (Лондон, 1742)

### Оратории
- Gedeone
- Il martirio di Santa Eugenia
- I martìri di San Giovanni Nepomuceno
- Il verbo incarnato
- Davide
- Il trionfo della divina giustizia

### Инструментальная и камерная музыка
- 6 sinfonie da camera a 3, op. 2  (1736, Лондон)
- 6 sonate per 2 violini, 2 violoncelli e basso continuo (clavicembalo) (1745, Лондон)
- 12 sonate per violino e basso (1754, Вена)
- Ouverture roiale per orchestra (1763)
- Concerto in sol maggiore per violoncello e archi
- Concerto per flauto e archi
- Sonata in fa maggiore per violoncello e basso continuo
- 2 fughe per clavicembalo

### Утраченные сочинения
- Berenice (Рим, 1710)
- Василий, царь Востока (Basilio, re di Oriente)

## В художественной литературе
Является одним из главных героев романа Жорж Санд «Консуэло».